# Hana Litterová
Hana Litterová, rozená Svobodová (* 28. března 1970, Brno) je česká tanečnice a baletka, pedagožka, bývalá sólistka baletu Národního divadla Brno a choreografka. Jejím bývalým manželem je tanečník baletu Karel Littera.

## Život
V pěti letech začala chodit do ZUŠ na moderní gymnastiku. Protože ale měla od narození problémy s kyčlemi, na doporučení ortopeda začala provozovat balet, aby se jí kyčle vytáčely. Balet ji natolik nadchl, že byla přijata na taneční konzervatoř. Po absolvování Taneční konzervatoře Brno v roce 1988 získala ihned angažmá v Baletu Národního divadla Brno. V roce 1991 se stala sólistkou baletu a zanedlouho už byla jednou z nejvýraznějších osobností zdejšího baletu. V roce 1992 se také stala členkou v Pražském festivalovém baletu, kde byla osm let. Jelikož po deseti letech u divadla dostala pocit, že by svým pohybem a tanečním slovníkem mohla také něco vyjádřit, zkusila v roce 2001 vytvořit svou první choreografii, se kterou se i přihlásila na soutěžní choreografickou přehlídku v Plzni. Vyhrála zde první cenu a cenu pro nejlepšího účastníka soutěže. Následně od té doby dostávala nabídky na vytvoření choreografií v různých českých divadlech. Od roku 2001 také začala externě vyučovat na JAMU, což odstartovalo i její pedagogickou kariéru. V roce 2006 absolvovala studium taneční pedagogiky na Divadelní fakultě Janáčkovy akademie múzických umění v Brně a v roce 2019 habilitovala na JAMU. Kromě JAMU vyučuje i na Taneční konzervatoři Brno.
Během své taneční kariéry si zahrála role z klasického i moderního repertoáru, jako byla například Anna v Batalionu, Alžběta Gajlorová v Les Biches, Esmeralda v Notre-Dame de Paris, Julie v Romeovi a Julii, Sněhurka ve Sněhurce a sedm trpaslíků, Zobeida v Šeherezádě a Hana Glawari ve Veselé vdově. Byla obsazena do titulních rolí v Edith Piaf, Janě z Arku na hranici, Marii Stuartovně, Příběhu o Tristanovi a Isoldě a ve Viktorce.
Kromě cen, které dostála za choreografii, byla pětkrát nominována na cenu Thálie v oboru balet, pantomima a současný tanec. Cenu však obdržela za rok 2002 za ztvárnění role Anastázie v inscenaci Ivan Hrozný.